# موتونوبو أوجينو
موتونوبو أوجينو (باليابانية: 荻野 元伸) (مواليد 27 يونيو 2002) هو لاعب كرة قدم ياباني.

## وصلات خارجية
- موتونوبو أوجينو على موقع رابطة كرة القدم اليابانية للمحترفين (اليابانية)
- موتونوبو أوجينو على موقع Soccerway.com (الإنجليزية)